# Punitaqui
Punitaqui is een gemeente in de Chileense provincie Limarí in de regio Coquimbo. Punitaqui telde 10.956 inwoners in 2017 en heeft een oppervlakte van 1339 km².

## Geboren
- Rodolfo Dubó (1953), Chileens voetballer